# Dacnis à cuisses rouges
Dacnis venusta
Espèce
Statut de conservation UICN

 LC  : Préoccupation mineure
Le Dacnis à cuisses rouges (Dacnis venusta) est une espèce de passereaux de la famille des Thraupidae.

## Répartition
Cet oiseau vit au Costa Rica, au Panama, en Colombie et en Équateur.